# Washim
Washim, est une ville et un conseil municipal du district de Washim dans l'État indien du Maharashtra. Lors du recensement de l'Inde de 2011, sa population s'élève à 78 387 habitants.